# Romain Nihoul
Michael Joseph Romanus Nihoul (Romain) Nihoul (Tongeren, 13 oktober 1821- aldaar, 28 juli 1887) was een Belgisch componist.
Hij was zoon van koopman en componist Michel/Michael Joseph Nihoul (Tongeren, circa 1790-1865) en Paulina Louisa Barbara Schermbacher. Vader schreef een komische opera Une soirée a la mode (1836), opera in vijf bedrijven Le compromis des nobles, enige kerkmuziek en symfonische muziek, maar was ook directeur van de post in Tongeren. Hijzelf was getrouwd met Anna Cornelia Meesen Lobet.
De eerste muzieklessen verkreeg hij van zijn vader, speelde al vroeg viool en piano. Hij kreeg zijn opleiding aan het Luiks Conservatorium met als docent Louis Joseph Daussoigne-Méhul. Hij werd leider van het koor van de Onze-Lieve-Vrouwebasiliek in zijn geboortestad. Hij had een grote invloed op het muziekleven in Tonegeren, zo was hij lid van de Société de Musique aldaar (vanaf 1838) en bestuurder van de plaatselijk harmonie. Beide orkesten zouden opgaan in de Koninklijke Muziekmaatschappij Casino Tongeren; hij was trouwens ook een van de initiatiefnemers voor de bouw van dat casino en bijbehorende muziekschool (1857), alwaar hij jarenlang directeur zou zijn. De genoemde maatschappij kreeg in 1874 te maken met een scheuring; Nihoul bleef bij het originele orkest, maar zag als gevolg daarvan zijn betrekkingen in de katholieke kerk verloren gaan. Hij gaf ook muziekles aan middelbare scholen in en om Tongeren.
Hij schreef een beperkt aantal werken:
- vier ouvertues (Robin des Mers, La renaissance, L’hirondelle, Fleurs d’amitié) voor harmonieorkest, die ook wel ingezet werden als verplicht werk tijdens concoursen, waarbij hij soms zelf weer jurylid was; de werken vonden zo nu en dan ook hun weg naar de Nederlandse lessenaars tot in Batavia aan toe,[1]
- oratorium Lazarus
- opera Le bandit; uitgevoerd in Casino Tongeren en Théâtre Royale Luik uit 1857
- Ambiotrix, cantate patriotique voor de onthulling van het Standbeeld van Ambiorix van Guillaume Geefs door koning Leopold II van België in 1866.

Werken in manuscriptvorm zijn in handen van het stadsarchief van Tongeren.
Nihoul was ridder in de Leopoldsorde.